# Yvonne, princesse de Bourgogne (opéra)
Pour les articles homonymes, voir Yvonne, princesse de Bourgogne (homonymie).
Yvonne, princesse de Bourgogne est un opéra du compositeur belge Philippe Boesmans sur un livret de Luc Bondy et Marie-Louise Bischofberger, créé en 2009 à Paris. L'histoire est adaptée de la pièce homonyme de Witold Gombrowicz publiée en 1938.

## Historique
Yvonne, princesse de Bourgogne, commande de l'Opéra de Paris, est composé entre 2008 et 2009 par Philippe Boesmans — son cinquième opéra — d'après la pièce homonyme du dramaturge polonais Witold Gombrowicz. Adapté par le metteur en scène Luc Bondy, il s'agit là de la quatrième coopération de son tandem avec le compositeur.
L'opéra est créé le 24 janvier 2009 à l'opéra Garnier sous la direction du chef d'orchestre français Sylvain Cambreling — qui a déjà dirigé la création de Reigen — et mis en scène par Luc Bondy,, avec des décors de Richard Peduzzi et des costumes de Milena Canonero pour sept représentations ; celui-ci connaît un fort succès auprès du public et de la critique lors de sa création,,. La musique y est captée et diffusé sur France Musique le 18 avril. L'opéra est repris à La Monnaie de Bruxelles en septembre 2010 sous la direction de Patrick Davin, qui en avait assuré la coproduction.
L'opéra est joué de nouveau en mars 2020 à l'opéra Garnier dans la même production que sa création sous la direction du chef d'orchestre finlandais Susanna Mälkki.

## Description
Yvonne, princesse de Bourgogne, « comédie tragique en quatre actes et en musique », est un opéra en français d'une durée d'environ deux heures et vingt-cinq minutes. Il s'agit de la quatrième adaptation de la pièce en opéra. L'histoire comique et cynique raconte la manière dont le prince Philippe épouse Yvonne qu'il prétend aimer mais qu'il a choisi en réalité pour sa laideur et l'humilier devant la cour.

### Rôles
La distribution d'Yvonne, princesse de Bourgogne comporte les personnages suivants avec leur tessiture associée ainsi que le créateur du rôle :
| Rôle                | Tessiture | Créateur                |
| ------------------- | --------- | ----------------------- |
| Yvonnne             | mimé      | Dörte Lyssewski         |
| Le roi Ignace       | baryton   | Paul Gay                |
| La reine Marguerite | soprano   | Mireille Delunsch       |
| Le prince Philippe  | ténor     | Yann Beuron             |
| Le chambellan       | basse     | Victor Von Halem        |
| Isabelle            |           | Hannah Esther Minutillo |
| Cyrille             |           | Jason Bridges           |
| Cyprien             |           | Jean-Luc Ballestra      |
| Innocent            |           | Guillaume Antoine       |
| Valentin            |           | Marc Cossu-Léonian      |
| Le mendiant         |           | Laurent David           |
| Tante 1             |           | Lucile Richardot        |
| Tante 2             |           | David Lefort            |

### Orchestration
L'orchestration d'Yvonne, princesse de Bourgogne comporte les instruments suivants :
- Vents : 2 flûtes, 1 hautbois, 2 clarinettes, 1 basson, 1 contrebasson ;
- cuivres : 2 cors, 1 trompette, 1 trombone basse, 1 tuba basse ;
- autres : 4 percussionnistes, 1 harpe, 1 piano ;
- cordes : 6 violons, 4 altos, 3 violoncelles, 2 contrebasses.

## Enregistrement
Un enregistrement est capté lors de la première production à Paris et publié chez Cypres en 2010.